# Боровское шоссе (станция метро)
«Бо́ровское шоссе́» — станция Московского метрополитена на Солнцевской линии. Расположена в районе Ново-Переделкино (ЗАО) у пересечения Приречной улицы и Боровского шоссе, по которому и получила своё название. Открыта 30 августа 2018 года в составе участка «Раменки» — «Рассказовка». Колонная двухпролётная станция мелкого заложения с одной островной платформой.

## История
Станцию изначально планировалось построить на Солнцевской линии, которая бы соединяла Новую Москву со станцией метро «Юго-Западная», но этот проект линии так и не был реализован. К проекту станции вернулись в 2012 году в связи с проектом продления Калининско-Солнцевской линии через центр города и на юго-запад в Новую Москву.

### Ход строительства
Строительство ведётся силами СП «Минскметрострой», которая занималась в Белоруссии строительством Минского метрополитена.
- Октябрь 2013 года — март 2014 года. Подготовительные, геолого-разведочные работы. С 1 марта закрыто движение в районе Приречной улицы и дублёра Боровского шоссе.
- Март — июль 2014 года. Залита «стена в грунте» котлована станции, закончены геолого-разведочные работы.
- Июль — октябрь 2014 года. Раскрытие котлована станции. В конце июля установлены первые расстрелы.
- Февраль 2015 года. Осуществлён монтаж и запуск механизированных тоннелепроходческих комплексов в сторону станции «Солнцево». На конец февраля 2015 ТПМК Herrenknecht S-775 пройден 91 из 1304 метров левого (относительно Кремля) перегонного тоннеля и ТПМК Herrenknecht S-328 пройдено 35 из 1300 метров правого перегонного тоннеля между станциями «Боровское шоссе» и «Солнцево».
- Май 2015 года. На строительной площадке завершена разработка грунта котлована. Ведутся работы по сооружению основных конструкций станции, гидроизоляционные работы. С помощью тоннелепроходческих комплексов выполняется проходка обоих перегонных тоннелей в сторону станции «Солнцево»[4].
- Июль — август 2015 года. Завершаются работы по возведению колонн платформы, продолжается устройство монолитных конструкций станции[5].
- 29 ноября 2016 года. Завершена проходка правого тоннеля от станции Новопеределкино к Боровскому шоссе, проходческий щит «Ясмина» вышел на станцию[6].
- 9 декабря 2016 года. Начато сооружение северо-восточного вестибюля станции с выходом на ул. Приречная и нечётную сторону Боровского шоссе[7][8].
- 20 сентября 2017 года. Завершён монтаж эскалаторов, начата отделка северо-восточного вестибюля[9].
- 1 ноября 2017 года. Завершается отделка платформы гранитом, ведётся монтаж оборудования и наладка эскалаторов[10].
- 3 апреля 2018 года. Завершается отделка путевых стен станции[11].
- 4 мая 2018 года. Основные работы по возведению станции завершены. Ведется отделка вестибюлей. Началось благоустройство территории около станции[12].
- 21 июня 2018 года. Технический пуск Солнцевского радиуса от станции «Раменки» до станции «Рассказовка».
- Август 2018 года. Прохождение габарита и пробного поезда по станции.
- 25 августа 2018 года. Подключение станции к ранее действующему участку Солнцевской линии.

### Открытие станции
Станция открылась 30 августа 2018 года в составе участка «Раменки» — «Рассказовка», после ввода в эксплуатацию которого в Московском метрополитене стало 222 станции.

## Расположение и вестибюли
Станция располагается на границе районов Ново-Переделкино и Солнцево Западного Административного округа Москвы, между пересечением Боровского шоссе и его дублёра с Приречной улицей.
Имеет два подземных вестибюля с выходами в подуличные пешеходные переходы под Приречной улицей, к 7-му микрорайону Солнцева и на нечётную сторону Боровского шоссе. Павильоны станции оформлены в оранжевом и сером цветах.
На базе станции будет организован транспортно-пересадочный узел «Боровское шоссе». Площадь территории в границах проекта планировки ТПУ составит 14,8 га, территория ТПУ — 11,7 га. Помимо метро, в состав ТПУ войдут остановки наземного общественного транспорта и перехватывающая парковка, а также общественно значимые, социальные и коммерческие объекты.

## Наземный общественный транспорт
На этой станции можно пересесть на следующие маршруты городского пассажирского транспорта:
- Автобусы: 32, с258, 259, 274, 750, 767, 950, н11

## Архитектура и оформление
Колонная двухпролётная станция мелкого заложения.
Оформление содержит отсылки к Боровскому шоссе, именем которого названа станция. Облик станции обусловлен контрастным сочетанием ярко-оранжевых элементов и фонового оформления в оттенках серого цвета. Освещение напоминает городские фонари, потолок с насечками похож на шоссе после дождя, а декоративные светильники — на летящие с большой скоростью автомобили.
| - Посадочная платформа - Потолок - Путевая стена - Название станции на путевой стене |